# Ляхович Євген
Євген Ляхович (псевдо: «Окей», 4 червня 1900, с. Ушня, тепер Золочівська міська громада, Львівська область — 16 жовтня 1976, м. Бока-Ратон, Флорида, США) — підхорунжий УГА, журналіст,  дипломатичний представник ОУН у Великій Британії, громадсько-політичний діяч в діаспорі.

## Життєпис

Євген Ляхович, Євген Коновалець, Володимир Мартинець, Микола Сціборський, Ірина Мартинець. Женева, 1933 рік.

Народився 4 червня 1900 року в селі Ушня Золочівського повіту Королівства Галичини та Володимирії у складі Австро-Угорщини. 
Брав участь у визвольних змаганнях у складі Української галицької армії протягом 1918 - 1920 у званні підхорунжого. 
Протягом 1922 - 1923 навчався у політехнічному інституті в Данцигу, де був активним в українському студентському русі та став членом УВО. А з 1923 навчавсяу у США, де у 1929 році отримав американське громадянство. 
З 1930 по 1932 проживав у Галичині, став членом ОУН. 
Протягом 1933 – 1935 виконував функції дипломатичного представника ОУН у Великій Британії та місцевого кореспондента часописів «Розбудова нації» та «Свобода». За час перебування в Лондоні провів чисельні зустрічі з представниками британського Міністерства зовнішніх справ та інформував їх про українське питання. Передавав до міністерства листи від голови ОУН Євгена Коновальця, готував його приїзд до Великої Британії та зустрічі з політиками, але цей візит довелося скасувати.
Також надсилав статті про Україну та ОУН до британської преси. 24 червня 1935 р. виголосив лекцію про «Україну і Близький Схід» на зустрічі Товариства Близького і Середнього Сходу, в якій взяло участь близько 150 осіб. По окремих питаннях співпрацював з Українським Бюро в Лондоні. Часто зустрічався із британським істориком та журналістом Ланселотом Лоутоном, який згодом став на чіткі проукраїнські позиції та формував у Великій Британії прихильну до України громадську думку.
У 1933 році зустрічався із послом Японії в Женеві Убумі Іто та продовжив з ним спілкування у наступні роки, коли японський дипломат був радником посольства Японії у Парижі та послом у Варшаві.
Через його активну дипломатичну діяльність попав під спостереження ОДПУ, яке завело на нього справу та збирало матеріали, вважаючи його «одним із найкращих дипломатів і розвідників серед націоналістів…».
У 1935 році повернувся до США, де активно працював у Організації державного відродження України та заступником головного редактора часопису «Свобода» (1936–42). У 1942 – 1965 працював на виробництві. 
У 1946 році був обраний першим головою Організації оборони чотирьох свобід України та редактором її «Вісника».
Помер 16 жовтня 1976 року в місті Бока-Ратон (штат Флорида), де й похований.

## Праці
- Ляхович Є. «Українське питання» (1934 р.) (Дана праця була перекладена ОГПУ російською для внутрішнього користування).[5]
- Ляхович Є. «Форма і зміст українських визвольних змагань» (Нью-Йорк, 1960)
- Ляхович Є. Діяльність ОУН у Лондоні в 1933—1935 роках // Євген Коновалець та його доба. — Мюнхен, 1974. — С. 907—925.